# Zaur Efiendijew
Zaur Osmanowicz Efiendijew (ros. Заур Османович Эфендиев; 11 listopada 1990) – rosyjski, a od 2013 roku serbski zapaśnik walczący w stylu wolnym. Zajął dziesiąte miejsce na mistrzostwach świata w 2014 roku.
Piąty na mistrzostwach Europy w 2013, 2018 i na igrzyskach europejskich w 2015. Osiemnasty w indywidualnym Pucharze Świata w 2020. Brązowy medalista na uniwersjadzie w 2013; uniwersyteckich mistrzostwach świata w 2010 i igrzyskach śródziemnomorskich w 2013 roku.